# Mns U
Mns U is een bestuurslaag in het regentschap Aceh Utara van de provincie Atjeh, Indonesië. Mns U telt 601 inwoners (volkstelling 2010).